# Don’t Be Messin’ ‘Round
A Don’t Be Messin’ ‘Round Michael Jackson amerikai énekes dala. Kislemezen 2012. június 5-én jelent meg.
A dal demóját Jackson még 1986-ban vette fel, amikor Bad című albumához készített számokat, végül azonban ez a dal nem került rá. Következő albumainál, a Dangerousnél és a HIStorynál is felmerült, hogy rákerül a dal, de Jackson végül mindkét alkalommal ellene döntött. Az énekes életében nem is jelent meg a dal. 2012 májusában bejelentették, hogy az eredeti, 1986-os demó felkerül az I Just Can’t Stop Loving You kislemez új kiadására. Ez a kislemez a Bad album új kiadásának, a megjelenés 25. évfordulója tiszteletére kiadott Bad 25-nek az első kislemeze.

## Háttere
Jackson a dalt még akkor írta, amikor Thriller című albumát készítette, ehhez azonban rengeteg dal készült, és ezt végül nem választotta ki az albumhoz. 1986-ban tért vissza rá Matt Forgerrel és Bill Bottrell-lel stúdiójában, Hayvenhurstben. Forger visszaemlékezése szerint az eredeti demó majdnem 8 perces volt, Jackson alaposan megvágta, hogy csak 4:20 legyen a hossza. Jackson egész 1986-ban foglalkozott a dallal, mikor azonban Quincy Jones producerrel kezdett dolgozni a Bad albumon, a dal kikerült az érdeklődési köréből. Mikor két következő albumán dolgozott, ismét eszébe jutott a dal, de végül ezekre sem tette fel. 2009 elején ismét foglalkozott vele.
2012 áprilisában az interneten több helyen is engedély nélkül elő lehetett rendelni az I Just Can’t Stop Loving You kislemezt, így elterjedtek a hírek a Don’t Be Messin’ ‘Round közelgő megjelenéséről. 2012 májusában hivatalosan is bejelentették, hogy a dal meg fog jelenni, és azt is, hogy abban az állapotban jelenik meg, ahogy Jackson elkészítette (korábban nagy vitákat váltott ki, hogy a hátramaradt dalokból összeállított, 2010-ben megjelent Michael albumon mennyi volt az énekes eredeti alkotása és mennyit tettek hozzá mások utólag).
A dal funk és R&B-hatású dal, dzsessz- és popelemekkel. Mivel demó, Jackson több helyen csak halandzsát énekel, nem igazi szöveget. Rajongók szerint hasonlít egy másik, a Bad albumról kimaradt dalhoz, a Streetwalkerhez (ami az album egy későbbi kiadásán szerepelt bónuszdalként), valamint egyes Stevie Wonder-dalokhoz is.

## Dallista
CD kislemez (88725414922)
1. I Just Can’t Stop Loving You (Album Version) - 4:23
2. Don’t Be Messin’ ‘Round (Demo) - 4:19